# Tetrapriocera caprina
Tetrapriocera caprina är en skalbaggsart som beskrevs av Pierre Lesne 1931. Tetrapriocera caprina ingår i släktet Tetrapriocera och familjen kapuschongbaggar. Inga underarter finns listade i Catalogue of Life.